# Rosalind Russell
Catherine Rosalind Russell (født 4. juni 1907, død 28. november 1976) var en amerikansk skuespiller, model og sanger.

## Biografi
Rosalind Russells far var advokat, moren var en modeskribent. Russell gjorde scenedebut i slutningen af 1920'erne og filmdebut i 1934. Til at begynde med, havde hun dramatiske roller, men fra begyndelsen af 1940'erne, fandt hun sin niche i komedier, hvor hun ofte spillede den velklædte, effektive karrierekvinder, der overdængede deres ægtemænd med giftige, spydige kommentarer. Da hun vendte tilbage til dramaet i slutningen af årtiet, faldt hendes popularitet. Hun optrådte også på Broadway i dramaer og musicals.
Russell blev nomineret til en Oscar fire gange. Hun har en stjerne på Hollywood Walk of Fame for sine bidrag i film på adressen 1708 Vine Street.

## Privatliv
Hun var gift med producenten Frederick Brisson, søn af skuespiller Carl Brisson.

## Filmografi

### Skuespiller
- 1934 – Den anden kvinde
- 1934 – Saa er vi kvit
- 1935 – Hemmelig kode
- 1935 – Den offentlige mening
- 1935 – Guld til Singapore
- 1936 – Under to flag
- 1937 – Når mørket sænker sig
- 1938 – Borgen
- 1938 – Kom så gifter vi os
- 1939 – Kvinder
- 1939 – Det stjaalne Manuskript
- 1940 – Sensationen
- 1940 – Min mand har en veninde
- 1940 – Den såkaldte kærlighed
- 1940 – Hired Wife
- 1941 – Juveltyveriet i Bombay
- 1941 – The Feminine Touch
- 1941 – Design for Scandal
- 1942 – Min søster Eileen
- 1942 – Hendes privatsekretær
- 1943 – Friheden har vinger
- 1943 – What a Woman!
- 1945 – Kvinden i sovevognen
- 1945 – Roughly Speaking
- 1946 – Sister Kenny
- 1947 – Sorg klæder Elektra
- 1947 – The Guilt of Janet Ames
- 1948 – The Velvet Touch
- 1949 – Tre på bryllupsrejse
- 1950 – Mit rygte er i fare
- 1952 – Skyd ikke med lotterne
- 1955 – En fremmed i byen
- 1958 – Auntie Mame
- 1961 – Mr. Asano forelsker sig
- 1962 – Gypsy - striptease-dronningen
- 1966 – The Trouble with Angels
- 1971 – Spionen, der kom ind fra varmen

### Manuskriptforfatter
- 1956 – Hendes natlige gæst
- 1971 – Spionen, der kom ind fra varmen